# Johan Stensson Rothman
Johan Stensson Rothman, född 24 februari 1684 i Växjö, död där 20 juli 1763, var en svensk lärare och läkare.
Johan Stensson Rothman var son till kyrkoherden Sten Svensson Rothman och brorson till Johan Svensson Rothman. Han blev student vid Uppsala universitet 1703, var prosektor i Stockholm 1705 och avlade medicine kandidatexamen inför Collegium medicum 1710. Efter tjänstgöring som extraordinarie pestläkare i Stockholm och läkare vid finska eskadern reste han 1713 till Holland, där han samma år blev medicine doktor i Harderwijk, studerade därefter i Leiden och återkom 1714 till Sverige. 1714–1755 var han provinsialläkare i Kronobergs län och samtidigt 1714–1751 lektor i logik och fysik vid Växjö gymnasium. Han uppehöll dock lektoratet först från 1720. Rothman fick 1722 titeln assessor i Collegium medicum och uppfördes 1744 i första förslagsrummet till professur i medicin vid Lunds universitet men blev förbigången. 1749 blev han blind. Bland hans skrifter märks främst hans doktorsavhandling om böldpesten i Stockholm 1710. Hans största förtjänst inför eftervärlden var att han som lärare åt Carl von Linné under dennes skoltid 1726–1727 på allvar tog sig an honom och därigenom räddade honom åt vetenskapen. Medan de flesta övriga lärare misströstade i fråga om Linnés lämplighet för studier såg Rothman hans begåvning och tog sig han honom, och främst genom enskild undervisning i hög grad bidrog till hans utveckling. Bland annat lärde han Linné Joseph Pitton de Tourneforts växtsystem och Sébastien Vaillants uppfattning om växternas sexualitet. 
Vid Rothmans död 1763 skrev Linné till hans änka, Anna Elisabeth Rudebeck (1704-1778), och kallade Rothman: ”min ende läromästare i de stycken som utgöra min profession och lycka.”